# Verteiltes Dateisystem
Ein verteiltes Dateisystem (englisch distributed file system, DFS oder network file system) ist ein spezielles Dateisystem, mit dem der Zugriff auf Dateien über ein Rechnernetz erfolgt und das Zugriff und Datenspeicherung auf mehreren als Server eingesetzten Rechnern erlaubt. Das Gegenstück zu solch einem Netzwerk-Dateisystem ist ein klassisches lokales Dateisystem, welches unmittelbar an den Computer angeschlossene Massenspeicher verwaltet.

## Implementierungen
Bekannte Implementierungen von verteilten Dateisystemen sind:
- Distributed File System (DFS) als Teil des Betriebssystems Windows der Firma Microsoft
- das ursprünglich an der Carnegie Mellon University entwickelte Andrew File System (AFS), für das es mehrere Hersteller gibt
- DFS innerhalb des Projekts Distributed Computing Environment (DCE) des Konsortiums Open Software Foundation (heute Open Group) als Weiterentwicklung zu AFS
- Coda, ebenfalls an der Carnegie Mellon University entwickelt
- Lustre
- BeeGFS/FhGFS, für Cluster und HPC-Anwendungen
- GlusterFS, für alle POSIX-konformen Betriebssysteme[1]
- Hadoop Distributed File System (HDFS)
- Ceph, bietet Object, Block, und File Storage, Teil des Linux-Kernels, LGPL[2]
- XtreemFS, ausfallsicheres verteiltes Dateisystem mit POSIX-konformer Schnittstelle[3]
- Google File System (GFS, GoogleFS) der Firma Google, proprietär, auf Linux basierend, für hohe Datendurchsätze optimiert

Im weiteren Sinn wird unter einem verteilten Dateisystem ein Netzwerkprotokoll zum Zugriff auf Dateien verstanden. Beispiele dafür sind:
- Network File System (NFS) der Firma Sun Microsystems
- Common Internet File System (CIFS), eine Erweiterung von Server Message Block (SMB)
- Apple Filing Protocol (AFP) der Firma Apple
- NetWare Core Protocol (NCP) der Firma Novell